# 1995 v hudbě
Tento článek obsahuje události související s hudbou, které proběhly v roce 1995.

## Vzniklé skupiny
- The Berzerker – činnost ukončena v roce 2010
- Inekafe (Iné Kafe) – činnost ukončena v roce 2006
- *NSYNC ('N Sync) – činnost ukončena oficiálně v roce 2007

## Narození
- 20. listopadu – Michael Clifford, kytarista a zpěvák australské skupiny 5 seconds of Summer.

## Zemřeli
- 23. března – Alan Barton (* 16. září 1953)
- 10. března – Michal Tučný (Greenhorns, Fešáci, Tučňáci) (* 11. ledna 1947)
- 29. března – Jimmy McShane (Baltimora) (* 23. května 1957)

## Alba

### Domácí
- Aj menaou bejby hel – Harlej
- Amsterdam – Ilona Csáková
- Hanba nám! – Spirituál kvintet
- Chcíply dobrý víly – Daniel Landa
- Nostalgia – Ivan Král
- Válka je vůl (The Best of) – Synkopy 61
- Vánoční Helena – Helena Vondráčková
- Země plná trpaslíků – Kabát

### Zahraniční
- Made in Heaven - Queen
- Insomniac – Green Day
- Made in England – Elton John
- 2000 – Grand Puba
- 4,5,6 – Kool G Rap
- Boheme – Deep Forest
- Do or Die – AZ
- From the Bottom Up – Brownstone
- HIStory: Past, Present and Future, Book I – Michael Jackson
- It’s Five o’ Clock Somwhere – Slash's Snakepit
- Jagged Little Pill – Alanis Morissette
- Life – The Cardigans
- Love Songs – Elton John
- Me Against the World – 2Pac
- Str8 Off tha Streetz of Muthaphukkin Compton – Eazy-E
- Sugar on Top – Full Force
- (What's the Story) Morning Glory? – Oasis
- Above – Mad Season
- Antártida – John Cale
- Ballbreaker – AC/DC
- B'Boom: Live in Argentina – King Crimson
- Daydream – Mariah Carey
- Foo Fighters – Foo Fighters
- London '66–'67, EP – Pink Floyd
- N'oublie pas que tu vas mourir – John Cale
- Ozzmosis – Ozzy Osbourne
- Pulse – Pink Floyd
- Sacrifice – Motörhead
- The Rapture – Siouxsie and the Banshees
- The X Factor – Iron Maiden
- THRAK – King Crimson
- About Time – The Stranglers

The Ghost Od Tom Joad - Bruce Springsteen

## Hity

### Domácí
- „František“ – Buty
- „Hrobař“ – Premier
- „Amsterdam“ – Ilona Csáková
- „Motýlek“ – Daniel Landa
- „Ztracení hoši“ – Daniel Landa
- „Sen“ – Lucie
- „Šťastnej chlap“ – Lucie
- „Až tě potkám“ – Lucie
- „Jednou“ – Olympic
- „Aranka umí hula hop“ – Ivan Hlas
- „Andělé“ – Wanastowi Vjecy
- „Jedem do Afriky“ – Yo Yo Band
- „Budu všechno co si budeš přát“ – Janek Ledecký
- „Jak starej pes“ – Janek Ledecký
- „Slečna Závist“ – Arakain
- „Náruživá“ – Žlutý pes
- „Tohle je ráj“ – Argema
- „Šetři s tím“ – Anna K
- „U Can’t Stop“ – MC Erik & Barbara
- „Anjel II“ – MC Erik & Barbara
- „Láďa“ – Kabát
- „Kovboj z Teplic“ – No Guitars
- „Nejlíp jim bylo“ – Mňága a Žďorp
- „Blbá“ – Wanastowi Vjecy
- „Waikiki Ragga“ – Peter Nagy
- „Hodina nehy“ – Elán
- „Aya Ariba“ – Šum svistu
- „Kdo se směje naposled“ – Rapmasters
- „Hrábě“ – Tři sestry
- „Keď sa baba zblázní“ – Pavol Habera
- „Malý vůz“ – Ilona Csáková
- „Kdy jindy než teď“ – Lucie Vondráčková
- „Na zdraví“ – Alkehol
- „Telemánia“ – Pavol Habera
- „Hlupáku najdu tě“ – Premier Tereza Pergnerová
- „Andělíček“ – Tereza Pergnerová
- „Summer Nights 95“ – MC Erik & Barbara
- „Všechno bude OK“ – Iveta Bartošová

### Zahraniční
- „All Over You“ – Live
- „Alright/Time“ – Supergrass
- „As I Lay Me Down“ – Sophie B. Hawkins
- „Baby“ – Brandy
- „Back For Good“ – Take That
- „Beautiful Life“ – Ace of Base
- „Breakfast At Tiffany’s“ – Deep Blue Something
- „Buddy Holly“ – Weezer
- „Bullet With Butterfly Wings“ – Smashing Pumpkins
- „Bulls On Parade“ – Rage Against the Machine
- „Can’t Stop Lovin’ You“ – Van Halen
- „Carnival“ – Natalie Merchant
- „Connection“ – Elastica
- „Creep“ – TLC
- „Don’t Take It Personal“ – Monica
- „Dreaming of you“ – Selena
- „DJ Bobo“ – Freedom
- „Exhale (Shoop, Shoop)“ – Whitney Houston
- „Fantasy“ – Mariah Carey
- „1st Of Tha Month“ – Bone Thugs-N-Harmony
- „This is a call“ – Foo Fighters
- „Freak Like Me“ – Adina Howard
- „Good“ – Better Than Ezra
- „Hand In My Pocket“ – Alanis Morissette
- „Have You Ever Really Loved A Woman?“ – Bryan Adams
- „Hey Man, Nice Shot“ – Filter
- „Hook“ – Blues Traveler
- „I Alone“ – Live
- „I Know“ – Dionne Farris
- „I Want You“ – Madonna
- „If You Love Me“ – Brownstone
- „In the House of Stone and Light“ – Martin Page
- „It's Midnight Cinderella“ – Garth Brooks
- „J.A.R.“ – Green Day
- „Kiss From A Rose“ – Seal
- „Kingston Town“ – UB40
- „Life’s a Bitch“ – Nas
- „Lightning Crashes“ – Live
- „Lump“ – The Presidents of the United States of America
- „Misery“ – Soul Asylum
- „Missing“ – Everything but the Girl
- „1979“ – Smashing Pumpkins
- „One Sweet Day“ – Mariah Carey, Boyz II Men
- „Only Wanna Be With You“ – Hootie & the Blowfish
- „Rock And Roll Is Dead“ – Lenny Kravitz
- „Run-Around“ – Blues Traveler
- „Runaway“ – Janet Jacksonová
- „Scream (píseň, Michael Jackson a Janet Jacksonová)“ – Michael Jackson & Janet Jacksonová
- „Sexy Girl“ – Snow
- „She’s Every Woman“ – Garth Brooks
- „Stutter“ – Elastica
- „Take a Bow“ – Madonna
- „The Sweetest Taboo“ – Sade
- „This Ain’t a Love Song“ – Bon Jovi
- „This Is A Call“ – Foo Fighters
- „This Is How We Do It“ – Montell Jordan
- „Tomorrow“ – Silverchair
- „Water Runs Dry“ – Boyz II Men
- „When I Come Around“ – Green Day
- „Waterfalls“ – TLC
- „Wonderwall“ – Oasis
- „You Are Not Alone“ – Michael Jackson
- „You Oughta Know“ – Alanis Morissette
- „You'll See“ – Madonna